# قهرمان‌لی، بیلقان (۱)
قهرمان‌لی (به لاتین: Qəhrəmanlı) یک منطقه مسکونی در جمهوری آذربایجان است که در شهرستان بیلقان واقع شده است. قهرمان‌لی ۲۰۳۲ نفر جمعیت دارد.